# Casignano (Carinaro)
Casignano, è una frazione che fa parte dei comune di Carinaro nella provincia di Caserta in Campania.

## Geografia fisica
Si trova nel territorio della pianura campana, nella zona nord del capoluogo comunale, nei pressi della zona industriale contesa dai comuni di Carinaro e Teverola e vicinissima alla località di Gricignano stazione. Il territorio è prevalentemente pianeggiante e caratterizzato da un paesaggio agricolo.

## Storia
Dai cenni storici, riportati da Lorenzo Giustiniani, a Casignano ci fu il primo insediamento di occupazione longobarda nell'agro aversano.
Tra il XIV secolo e il XVIII secolo fu attestato, in quanto feudo longobardo, assieme ai villaggi aversani di Casoria e Olivola.
Nel XIX secolo, il casale di Casignano era già in stato di abbandono.
Nel 1500 contava circa 173 abitanti che producevano grano, canapa e il noto vino Asprinio.
Nel 1597 fu edificata una chiesa intitolata a San Martino, che nel 1858 fu sconsacrata e soppressa, con decreto episcopale dall’allora vescovo di Aversa, Monsignor De Lucia.
Storicamente appartenuto al Circondario di Aversa, nel Distretto di Caserta, sia Casignano che Carinaro furono due villaggi del comune di Teverola, fino al 1856.

## Monumenti e luoghi d'interesse
Ad oggi a Casignano è ancora presente l’antico palazzo, fondato dai longobardi dopo secoli di abbandono.